# Mnemosyne perakensis
Mnemosyne perakensis är en insektsart som beskrevs av Van Stalle 1988. Mnemosyne perakensis ingår i släktet Mnemosyne och familjen kilstritar. Inga underarter finns listade i Catalogue of Life.